# SAIPA
SAIPA (en persa: سایپا‎) es el segundo mayor fabricante de automóviles iraní. SAIPA (un acrónimo para la sigla del francés Société Anonyme Iranienne de Production Automobile, "Sociedad Anónima Iraní de Fabricación de Automóviles") que fuera fundada en 1966, con una participación del capital iraní del 75%, inicialmente instalada para el ensamblaje local de coches de la Citroën bajo licencia para el mercado iraní. En la actualidad en sus instalaciones se producen principalmente coches surcoreanos y franceses, pero es capaz y ha hecho desarrollos propios de autos y motores de consumo propio en Irán y países del Magreb.

## Historia
SAIPA Inicia sus actividades con el ensamble de coches de la Citroën, en específico; del modelo de motor de 2 cilindros, el Citroën mini, un pequeño coche de pasajeros, el Dyane en 1968, y la producción de algunas de sus partes. Se comercializó bajo el nombre de Jyane (o Jian) en Irán. También hubo una versión de malos acabados con la parte mecánica de la Jyane, así como una versión de producción local de las camionetas todoterreno Baby-Brousse, un pequeño buggy de acabados rústicos al estilo de la Citroën Méhari pero con carrocería metálica. Posteriormente, una versión pickup de la Jyane hizo su aparición. La Baby-Brousse fue producida desde 1970 hasta 1979. En 1975, SAIPA inicia la producción bajo licencia de la Renault de varias versiones del Renault 5, y posteriormente del Renault 21. La producción de coches de la Citroën se culmina en 1980, tras la crisis de su casa matriz, absorbida por Peugeot en la sociedad PSA posteriormente.
Entre 1986-1998 la SAIPA produce la pickup Z24, una versión licenciada de la Nissan Junior (modelo 1970-1980), equipada con un motor de 2.4 litros de cilindrada. En 1998, la SAIPA toma el control sobre la firma iraní Zamyad, luego del inicio de la producción de la camioneta Z24. Desde el 2003, esta camioneta se comercializa bajo la marca Zamyad.
La producción del Renault 5 finaliza en 1994 (el Pars Khodro tomó su lugar en las líneas de producción), y la del 21 se descontinuó en 1997. En 1993 una serie de acuerdos entre la KIA y la SAIPA se inician, con la producción bajo licencia del Kia Pride. Los coches de dicho modelo producidos por la SAIPA se comercializaron bajo los nombres de Saba (sedán) y Nasim (hatchback). En el Motor Show de Teherán del 2001 una versión liftback del SAIPA 141 es añadida a la gama de modelos. Esta resulta ser una versión de cinco puertas basada en el Saba, y que casi que corresponde a la versión station wagon surcoreana, siendo un poco más larga que el SAIPA Nasim y más corta que la anteriormente descrita. La serie de modelos basados en el Pride son cerca del 97 % de las ventas locales. Desde el 2001 hasta el 2010, SAIPA ha fabricado a su vez el Citroën Xantia bajo licencia de su casa matriz, así como ha ensamblado varios modelos de carrocería sedán de los modelos previos de la generación del Kia Rio usando partes importadas desde Corea del Sur, entre mayo del 2005 hasta finales del año 2012, cuando SAIPA pierde la licencia de producción de los Kia Rio.
En el 2000, SAIPA adquiere el 51% de su firma rival Pars Khodro. Esta a su vez manufactura los autos Citroën C5 y la nueva versión, el C5 X7. Otros productos de la firma son el Renault Tondar 90, una versión licenciada del Renault Logan ensamblada por SAIPA bajo su subsidiaria Pars Khodro en un acuerdo de joint venture con la francesa Renault conocido como "Renault-Pars", que ya tiene en cola al menos unos 100,000 pedidos en su primera semana de salida a ventas en marzo del 2007. En el mismo año, SAIPA lanza su propio diseño, la minivan 701 Caravan; que fuera retocada en el 2003. En noviembre del, 2008 SAIPA lanzó el primer motor de producción local de SAIPA, el "SAIPA National Engine 231".
SAIPA ha firmado varios acuerdos de entendimiento con firmas extranjeras, como la Proton de Malasia, con el fin de crear un modelo que reemplace a la serie de modelos derivados del SAIPA Pride. En el 2002, una versión remozada del Saba llega como el SAIPA 141. Su producción a su vez es llevada tanto a Venezuela en el 2006, como a Siria en el 2007. Luego, debuta el SAIPA 132 en el 2007, y la salida del SAIPA 111 es oficial en el 2009.
A diciembre del 2008, SAIPA revela su nuevo diseño: el Tiba/Miniator. Este tiene un motor de cuatro cilindros a gas, aparte de frenos ABS, siendo su consumo de tan sólo 7 litros por 100 kilómetros, el motor eroga unos 78 caballos (58 kW) con un desplazamiento de 1,500 cc. Su precio en el momento de su lanzamiento fue de menos de 100 millones de riales (US$10,000). Este auto ha sido diseñado totalmente por ingenieros y expertos domésticos.
En su producción, se subcontratan los servicios de al menos 122 fabricantes locales, de los cuales provienen algunas de las 810 utilizadas en los diferentes modelos. 15,000 Tiba han sido fabricados hasta el año 2009. La producción sobre el modelo en los siguientes tres años se fijó para alcanzar hasta las 200,000 por año, tras la creación de una nueva subsidiaria, Kashan SAIPA, la que tomará la producción del modelo en cuestión.
Se espera que el Tibe reemplace sucesivamente al SAIPA Pride de Kia Motors. La parte del Tiba/Miniator en las exportaciones totales de la SAIPA debería llegar al 20% en el 2011. El modelo originalmente se llamaba "Miniator", pero posteriormente fue rediseñado como Tiba (gacela en farsí o persa). Luego, una versión hatchback del Tiba, llamada Tiba 211, fue exhibida al público en el 2013 por la SAIPA para luego iniciar su producción en serie en los próximos meses.
En el 2012, una versión tipo pick-up del SAIPA Pride fue introducida, denominada SAIPA 151. Su motor entrega 68 caballos (51 kW), y es capaz de acarrear hasta 460 kilogramos (380 kilogramos con el motor de combustible GLP).

## Directivos y subsidiarias
El CEO (presidente o director ejecutivo) de la SAIPA es Nematollah Poustindouz. Las principales empresas subsidiarias del SAIPA Group son Saipa Diesel, Pars Khodro y la firma Zamyad Co.

## Productos

### Modelos domésticos (en producción)

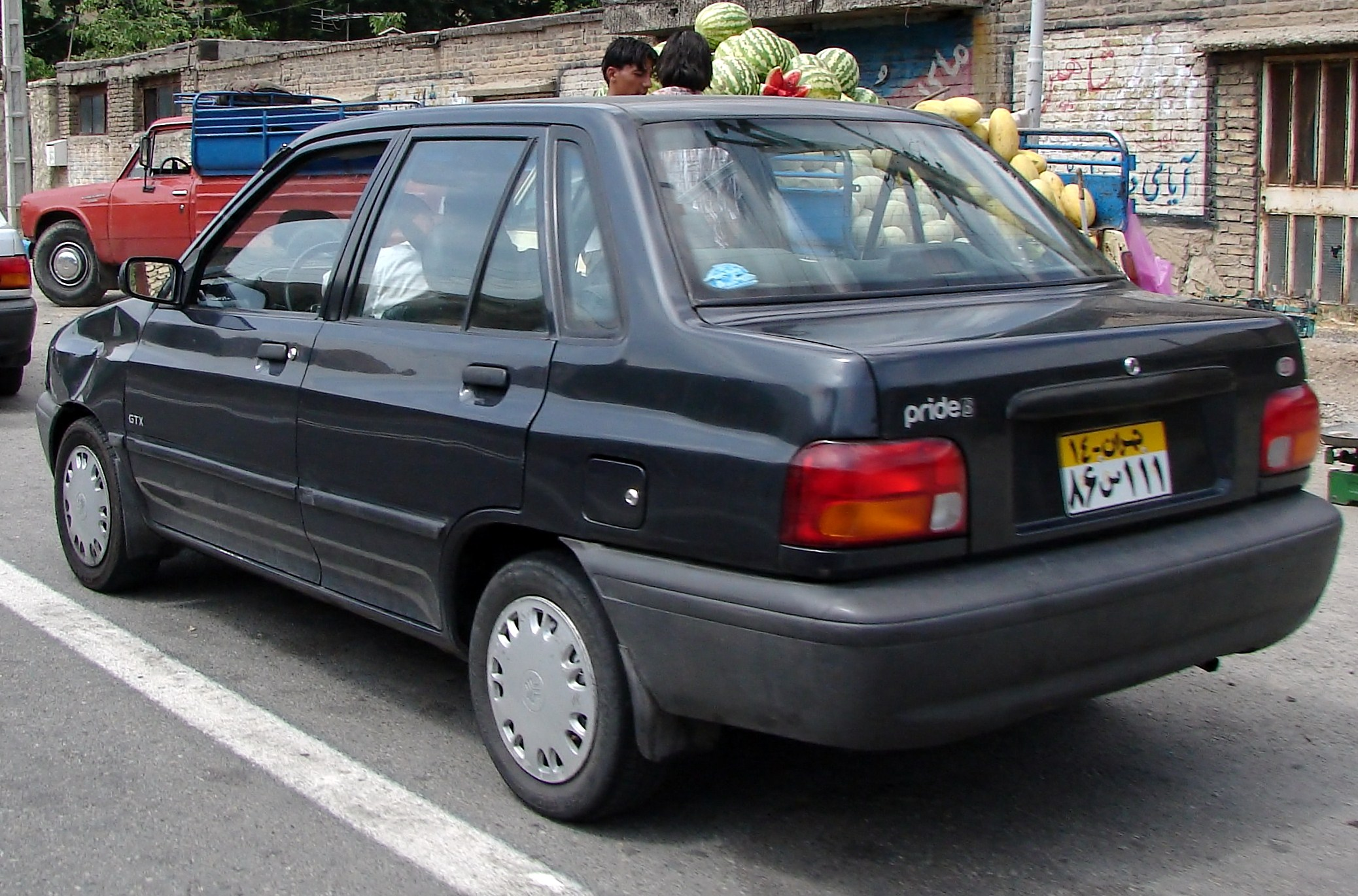
SAIPA Saba

Propios
- SAIPA 141
- saipa saina
- saipa quik
- saipa sahand
- saipa atlas
- saipa shahin
- saipa aria
- Pars Khodro
- Zamyad Z24

Bajo licencia
- Renault Tondar 90
- Citroën C5

### Modelos históricos (fuera de producción)
Propios
- SAIPA Nasim
- SAIPA Saba
- Pars Khodro P.K.

Bajo licencia
- Citroën Dyane
- Citroën 2CV
- Kia Pride
- Kia Rio